# Filtre digital biquad
Dins el camp de processament de senyal, un filtre digital biquad és un filtre recursiu i linear de segon ordre, que conté dos pols i dos zeros. El terme "biquad" és l'abreviació de "biquadràtic", que es refereix al fet que la funció de transferència del filtre en el domini Z és la relació de proporcionalitat entre dues funcions de segon grau:
{\displaystyle \ H(z)={\frac {b_{0}+b_{1}z^{-1}+b_{2}z^{-2}}{a_{0}+a_{1}z^{-1}+a_{2}z^{-2}}}}
És habitual la normalització dels coeficients tal que {\displaystyle a_{0}=1}:
{\displaystyle \ H(z)={\frac {b_{0}+b_{1}z^{-1}+b_{2}z^{-2}}{1+a_{1}z^{-1}+a_{2}z^{-2}}}}
Els filtres biquad sovint s'utilitzen per evitar inestabilitats en filtres IIR. Els filtres IIR d'ordres elevats poden presentar inestabilitats degudes a la quantificació dels seus coeficients. Això no sol afectar els filtres de primer o segon ordre; és per aquest motiu que els filtres d'ordres superiors s'implementen a base de fer combinacions en cascada d'estructures biquad en sèrie (i filtres de primer ordre si és necessari). Un filtre biquad serà estable si els seus dos pols es mantenen dins el cercle unitat. En general, aquesta condició és vàlida per a tots els filtres.

## Implementació

### Forma directa núm. 1
La implementació més evident és la forma directa núm. 1, que és equivalent a la següent equació de diferència:
{\displaystyle \ y[n]={\frac {1}{a_{0}}}\left(b_{0}x[n]+b_{1}x[n-1]+b_{2}x[n-2]-a_{1}y[n-1]-a_{2}y[n-2]\right)}
o bé normalitzada:
{\displaystyle \ y[n]=b_{0}x[n]+b_{1}x[n-1]+b_{2}x[n-2]-a_{1}y[n-1]-a_{2}y[n-2]}
Aquí, els coeficients {\displaystyle b_{0}}, {\displaystyle b_{1}} i {\displaystyle b_{2}} determinen els zeros de la funció, mentre els coeficients {\displaystyle a_{0}}, {\displaystyle a_{1}} i {\displaystyle a_{2}} en determinen els pols.
Gràfic de fluxe d'un filtre biquad en la forma directa núm. 1:

### Forma directa núm. 2
La implementació de la forma directa núm. 1 necessitava quatre registres de delay. La forma directa núm. 2 n'és un circuit equivalent, que només necessita dos registres de delay:
La implementació de la forma directa núm. 2 s'anomena forma canònica perquè és la que utilitza el mínim nombre de delays, sumadors i multiplicadors. Les equacions de diferència de la forma directa núm. 2 són:
{\displaystyle \ y[n]=b_{0}w[n]+b_{1}w[n-1]+b_{2}w[n-2],}
on
{\displaystyle \ w[n]=x[n]-a_{1}w[n-1]-a_{2}w[n-2].}

### Formes directes transposades
Les dues formes directes es poden transposar sense alterar la funció de transferència si s'inverteix el gràfix de fluxe. Les interseccions entre branques s'intercanvien per sumadors i viceversa. Amb això s'aconsegueix tenir implementacions modificades que mantenen la mateixa funció de transferència, cosa que pot ser útil en una implementació real on es podria perdre precisió en unitats d'emmagatzematge.
Les equacions de diferència per a la forma directa núm. 2 transposada són:
{\displaystyle \ y[n]=b_{0}x[n]+s_{1}[n-1],}
on
{\displaystyle \ s_{1}[n]=s_{2}[n-1]+b_{1}x[n]-a_{1}y[n]}
i
{\displaystyle \ s_{2}[n]=b_{2}x[n]-a_{2}y[n].}